# 孫振望
孫振望（1410年—？），名儼，江西南昌府豐城縣人，民籍。明朝政治人物。進士出身。

## 生平
江西鄉試第十四名。正統七年（1442年）壬戌科會試第四十七名，殿試登進士第二甲第二十一名。

## 家族
曾祖父孫仕和。祖父孫伯顏。父亲孫任賢。